# 櫻原一雄
櫻原 一雄（さくらはら かずお）は、日本の自動車技術者。ホンダの4輪レース活動において技術責任者を務める。
1982年本田技研工業に入社し、1998年まで四輪車エンジン設計に従事。
1998年から2008年までフォーミュラ1プロジェクトのエンジン開発から車輛全体の開発統括を務め、その後四輪車の将来技術研究部門の統括をへた後、2012年よりMS開発室（モータースポーツ開発部門）を統括している。